# ۲۸ مرداد
۲۸ مرداد صد و پنجاه و دومین روز سال در گاه‌شماری خورشیدی است. به پایان سال ۲۱۳ روز (۲۱۴ روز در سال کبیسه) باقی‌است.

## رویدادها
- ۱۳۳۲ - کودتای ۲۸ مرداد[۱]
- ۱۳۵۷ - آتش‌سوزی سینما رکس آبادان
- ۱۳۵۸ - بنیان‌گذاری مجلس خبرگان قانون اساسی[۲]
- ۱۳۵۸ - پایان 
نبرد پاوه[۳]

## زادروزها
- ۱۳۲۵ - مسعود بهنود، نویسنده و روزنامه‌نگار
- ۱۳۵۱ - منوچهر هادی، کارگردان و فیلم‌نامه‌نویس سینما
- ۱۳۶۶ - رحیم زهیوی، بازیکن فوتبال
- ۱۳۷۱ - محمدحسین محمدیان، ورزشکار

## درگذشت‌ها
- ۱۳۵۸ - هرمز گرجی‌بیانی، آموزگار انقلابی و عضو سازمان چریک‌های فدایی خلق ایران
- ۱۳۵۸ - آذرنوش مهدویان، آموزگار انقلابی و فعال سیاسی چپ‌گرا
- ۱۳۶۳ - آذر اندامی، پژوهشگر و باکتری‌شناس
- ۱۳۶۵ - بیژن فاضلی، فرزند رضا فاضلی
- ۱۳۸۵ - شعبان جعفری، از بازیگران اصلی کودتای ۲۸ مرداد
- ۱۳۸۶ - باقر آیت‌الله‌زاده شیرازی، از بنیان‌گذاران سازمان میراث فرهنگی، صنایع دستی و گردشگری
- ۱۳۹۳ - سیمین بهبهانی، شاعر و نویسنده
- ۱۳۹۹ - محمدعلی تسخیری، نماینده استان گیلان در دوره سوم مجلس خبرگان رهبری و نماینده استان تهران در دوره پنجم مجلس خبرگان رهبری
- ۱۴۰۱ - کیومرث عباسی، شاعر